# Martin O. Štěpánek
Martin O. Štěpánek (11. dubna 1885 – ???) byl český a československý politik a poslanec Revolučního národního shromáždění za Československou sociálně demokratickou stranu dělnickou.

## Biografie
Zasedal v Revolučním národním shromáždění za Československou sociálně demokratickou stranu dělnickou. Byl profesí administrátor.